# Grandidiermangoest
De grandidiermangoest (Galidictis grandidieri) is een roofdier uit de familie van madagaskarcivetkatten (Eupleridae). De soort is endemisch in het doornig struikgewas van Madagaskar, de zuidelijkste ecoregio van Madagaskar. Ze komen daar vooral voor op 38 tot 114 meter hoogte boven de zeespiegel. Ze worden ongeveer 32 tot 40 centimeter lang met een staart van 28 tot 30 centimeter en wegen tussen de 499 en 589 gram. Ze hebben acht zwarte strepen op hun rug.
De Grandidiermangoest was te zien in de eerste aflevering van de Britse natuurfilmdocumentaireserie Madagascar.